# Savanah Leaf
Savanah Grace Leaf (Londra, 24 novembre 1993) è un'ex pallavolista e regista britannica.

## Biografia

### Carriera sportiva
La carriera sportiva di Savanah Leaf è iniziata nei tornei scolastici statunitensi, ai quali ha preso parte con la squadra di pallavolo della Marin Academy. Terminate le scuole superiori è entrata a far parte della squadra della San José State University, con la quale ha preso parte alla Division I NCAA nel 2011, ma già nella edizione seguente ha cambiato università, trasferendosi alla University of Miami, dove ha terminato la propria carriera universitaria nel 2014; nel 2012 ha debuttato nella Nazionale del Regno Unito, con la quale ha partecipato ai Giochi della XXX Olimpiade di Londra.
Nella stagione 2015 ha iniziato la carriera professionistica, giocando nella Liga de Voleibol Superior Femenino con la Criollas de Caguas, che però ha lasciato a stagione in corso. Nel campionato 2015-16 ha firmato per vestire la maglia dell'Istres Ouest Provence Volley-Ball, nella Ligue A francese, ma è stata sostituita a causa di un serio infortunio.

### Carriera cinematografica
Ha iniziato la carriera cinematografica dirigendo cortometraggi e video musicali. Il videoclip This Land, interpretato da Gary Clark Jr., è stato candidato al Grammy Award al miglior videoclip 2020.
Il primo lungometraggio, Earth Mama, è stato presentato al Sundance Film Festival del 2023.

## Palmarès

### Premi individuali
- 2014 - All-America Second Team